# Kioukiourtliou-Kolbachi
Le Kioukiourtliou-Kolbachi (en russe : Кукуртли-Колбаши) est un sommet du Grand Caucase russe. Il est situé à environ 2 km au sud-ouest du mont Elbrouz, dans la république de Karatchaïévo-Tcherkessie.
Le Kioukiourtliou-Kolbachi s'élève à 4 634 mètres d'altitude. Son nom vient du karachaï et signifie « montagne sulfurique ».

Localisation du Kioukiourtliou-Kolbachi, au sud-ouest du sommet de l'Elbrouz.